# Lando al III-lea de Capua
Lando al III-lea (d. 885) a fost conte longobard de Capua vreme de doi ani și zece luni, de la 882 până la moarte.
Lando era fiul lui Landenulf, gastald de Teano, și nepot al contelui Landulf I de Capua.
În 879, când contele Landulf al II-lea a murit, Lando al III-lea a achiziționat Calino și Caiazzo și l-a numit pe fiul său, Landulf, pe atunci doar un adolescent, episcop de Capua. Cu toate acestea, Pandenulf a obținut Capua și l-a numit ca episcop pe fratele său, Landenulf. Pandenulf l-a recunoscut pe Lando ca stăpân în Caiazzo, însă o schismă a început în cadrul bisericii capuane asupra episcopului de drept. Papa Ioan al VIII-lea a intervenit și a decis în favoarea lui Landenulf, însă totodată l-a numit pe Landulf ca episcop în Capua Veche (astăzi, Santa Maria Capuavetere).
Lando a început realizarea unei coaliții împotriva lui Pandenulf, în care au fost incluși verii săi, depusul Lando al II-lea și Landulf de Suessola, ca și principele Guaifer de Salerno. La rândul său, Pandenulf i-a recrutat pe principele Guaifer de Benevento și pe strategos-ul bizantin Grigore. De asemenea, ducele Athanasie de Neapole a luat partea lui Pandenulf, însă după obținerea de către napolitani a unor ținuturi din Liburia, Athanasie l-a abandonat pe conte. Lando și aliații săi au cerut pacea, însă prin trădare au reușit să intre în Capua și să îi exileze pe Pandenulf și Landenulf, înlocuindu-i cu Lando și, respectiv, cu fiul său Landulf.
Lando al III-lea s-a războit succesiv cu Lando al II-lea, încă dornic să revină pe tronul Capuei, și cu Athansie de Neapole, care intenționa să obținămai multe teritorii în regiunea Capua. Lando s-a aliat și cu ducele Guy al III-lea de Spoleto pentru a lupta împotriva propriului său frate, Atenulf, care era gastald de Marsi. Cronicarul Erchempert are cuvinte negative la adresa caracterului lui din cauza acestui episod.
Lando a murit în 885 din cauze naturale. El fusese căsătorit cu o fiică a principelui Radelgar de Benevento. A fost succedat în Capua de către fratele său, Landenulf I.